# Bergtjärnen (Degerfors socken, Västerbotten, 717275-168060)
Bergtjärnen är en sjö i Vindelns kommun i Västerbotten och ingår i Sävaråns huvudavrinningsområde.